# Precis ugandensis
Precis ugandensis är en fjärilsart som beskrevs av Mcleod 1980. Precis ugandensis ingår i släktet Precis och familjen praktfjärilar. Inga underarter finns listade i Catalogue of Life.